# 勐混镇
勐混镇，是中华人民共和国云南省西双版纳傣族自治州勐海县下辖的一个行政建制镇。

## 行政区划
勐混镇下辖以下地区：
勐混村、曼国村、曼蚌村、曼赛村、曼扫村、贺开村和曼冈村。